# 共和国宮殿
共和国宮殿（きょうわこくきゅうでん、ドイツ語: Palast der Republik）は、ドイツ民主共和国（東ドイツ）の首都東ベルリンの中心部にあった建物。

## 概要
シュプレー川の中州のシュロスプラッツ（Schlossplatz、王宮広場）とルストガルテン（Lustgarten）の間に建つ近代建築で、東ドイツの人民議会（Volkskammer）の議場とコンサートホール、美術館、ボウリング場、ディスコ、13のレストラン・カフェ・バーなどが入居していた。プロイセン王国の宮殿・ベルリン王宮（Stadtschloss）の跡地に1976年に完成したが、1990年に閉鎖され、2006年から解体工事に入り2008年末には完全に撤去された。跡地にはベルリン王宮（「フンボルトフォーラム」）が2020年に再建されている。

## 建設

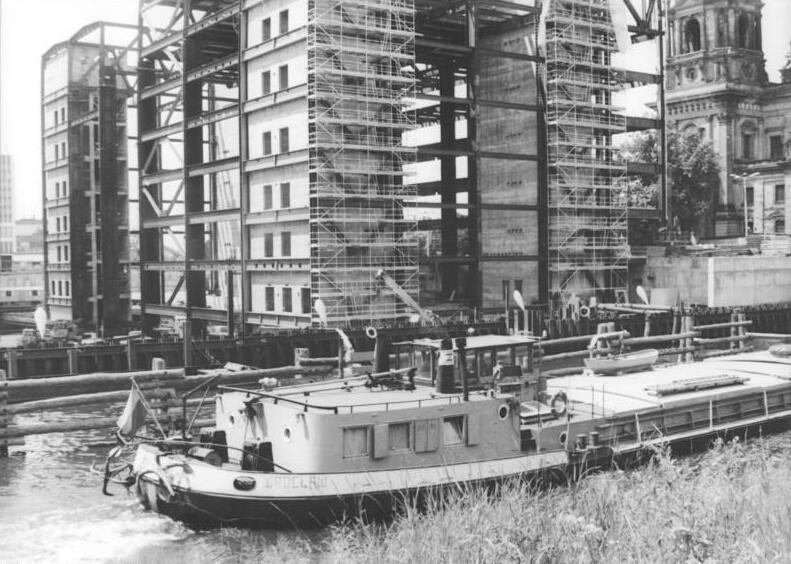
共和国宮殿の建設風景、1974年

かつてシュプレー川の中州にはベルリン王宮があったが、1945年の空襲とベルリン市街戦で大きく破壊された。その廃墟は修復可能ではあったものの、東ドイツ政府によってプロイセン軍国主義のシンボルであるとされ1950年に爆破解体された。王宮南側のシュロスプラッツ、北側のルストガルテン、その中間の王宮跡地はともに舗装され、1951年から1994年までマルクス・エンゲルス広場（Marx-Engels-Platz）の名で呼ばれパレードなどの会場として使用されていた。
ベルリン都心にできた空地をめぐり、1950年代前半には東ドイツによる超高層の政府ビル案もあったが実現には至らなかった。1958年に西ドイツ政府が世界の建築家を招いて開いた将来の「首都ベルリン」をテーマにした建築設計競技ではこの一帯を文化ゾーンとする案が評価され、これに対抗して東ドイツ政府が開いた独自の建築設計競技では一帯を政治の中心とする案が出された。
1960年代から王宮跡地のうち東半分に政府ビルの建設が計画され、ハインツ・グラフンダー（Heinz Graffunder）他5名の建築家の設計により1973年から3年にわたる工事の末、1976年4月23日に共和国宮殿のオープンが祝われた。東ドイツの一般的で簡素な建築様式で設計された共和国宮殿は、南北の長さ180 m、東西の幅85 m、高さ32 m で6階建ての、白い大理石にブロンズミラーガラス張りの外観であり、中は大ロビーに吊るされた1001個のランプを筆頭に白く輝く大理石の華やかな内装が行われていた。北側の小ホールは人民議会の議場として使われ、一方幅67m・高さ18mの六角形の大ホールはドイツ社会主義統一党党大会や国家的行事のほか、劇・コンサート・テレビ番組の公開収録などに使われ、可動式の天井や壁により大人数から少人数まで多様な用途に利用できた。大ロビーなどは東ドイツの芸術家たちの作品で飾られた。
東ベルリン市民からは「共和国のバラスト」（Ballast der Republik、「Palast der Republik」のもじり）、「エーリッヒのランプ店」（Erichs Lampenladen、当時の最高権力者である社会主義統一党書記長エーリッヒ・ホーネッカーと館内に設置された大量のランプから）、「パラッツォ・プロッツォ」（Palazzo Prozzo、お威張り宮殿、「自慢」を意味するProtzをイタリア語風にしたあだ名）などと悪口を言われたが、音楽イベントの行われるホールやレストラン、バーといった部分には人が多く集まり、東ベルリン随一の人気スポットとなっていた。1983年10月には西ドイツのロックスター・ウド・リンデンベルクが共和国宮殿でのライブ開催を許可されたが、彼は自身の有名な曲の一つでホーネッカー書記長を皮肉った「Sonderzug nach Pankow」（パンコウ区行きの特別列車）(de)を、歌わないよう事前に申し渡されたにもかかわらず歌っている。
かつて共和国宮殿を舞台に行われた重要な出来事には、1976年・1981年・1986年のドイツ社会主義統一党の党大会のほか、東欧革命のさなかの1989年10月に建国40周年の前夜を祝いソビエト連邦のミハイル・ゴルバチョフ共産党書記長を招いて行われた祝典などがある。この式典では、東ドイツの体制死守を主張するホーネッカーにゴルバチョフは冷淡な態度を見せ、これが同月中のホーネッカー失脚に結び付いた。ベルリンの壁崩壊後の1990年には東ドイツで最初で最後の民主的に選出された人民議会が開催され、東西ドイツ統合の方向が決められた。

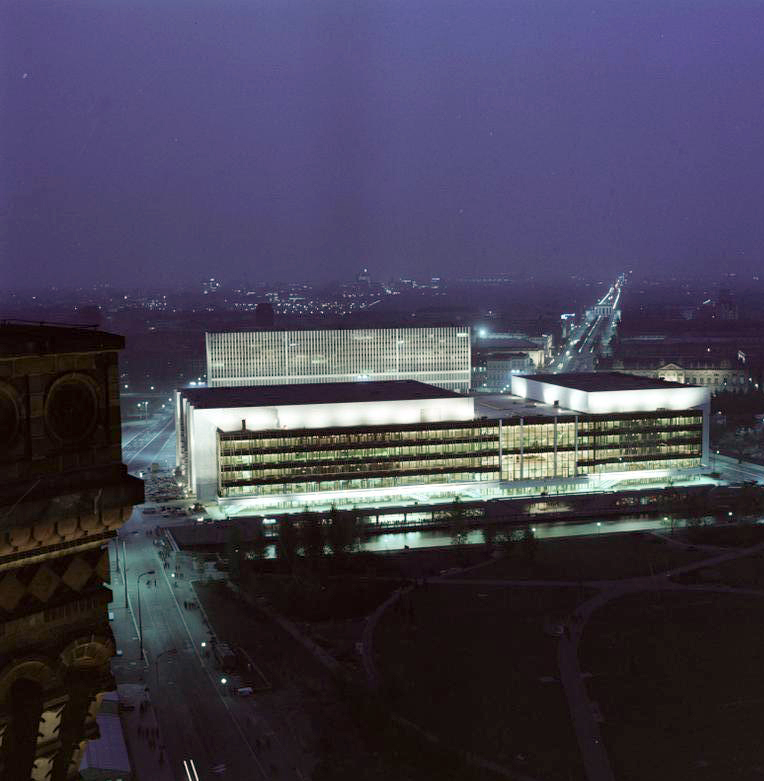
ライトアップされた夜の共和国宮殿　1976年
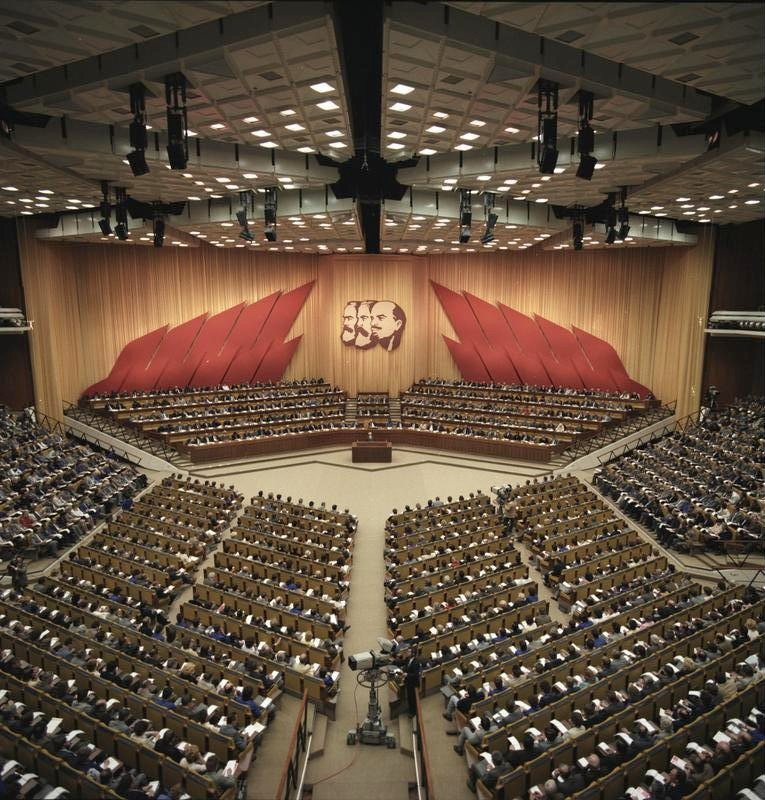
大ホールで開かれたドイツ社会主義統一党の党大会　1986年
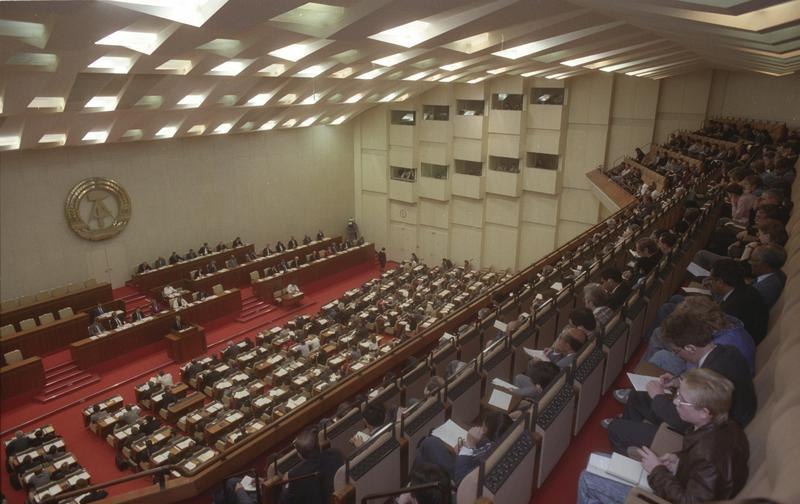
人民議会の議場 1989年
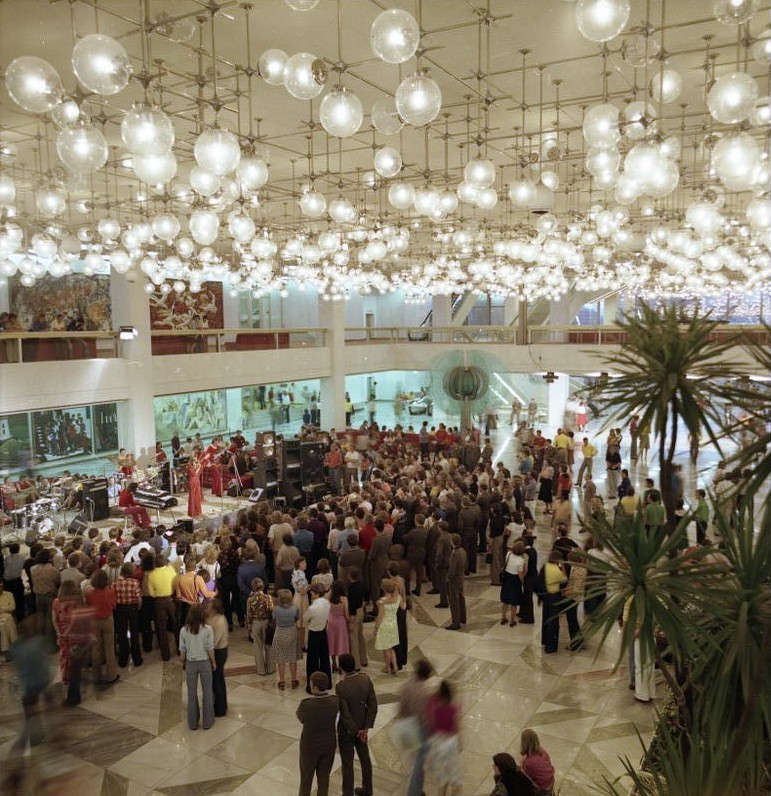
華やかなロビー
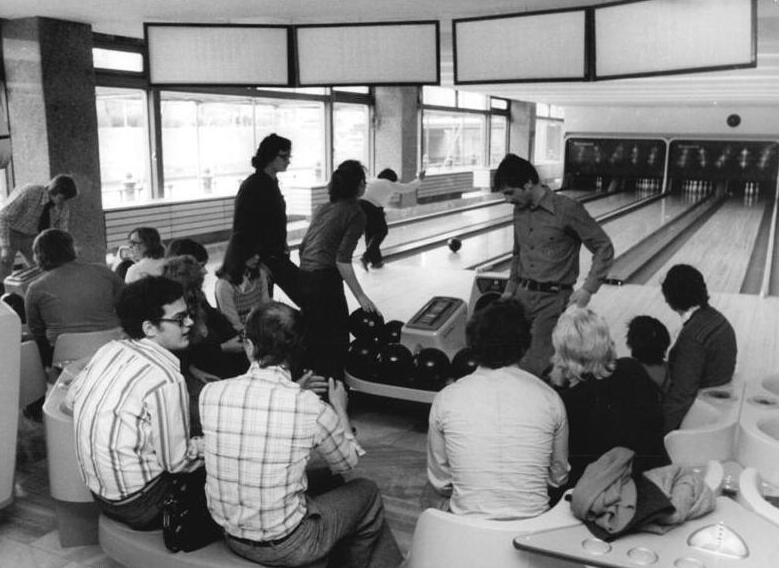
ボウリング場
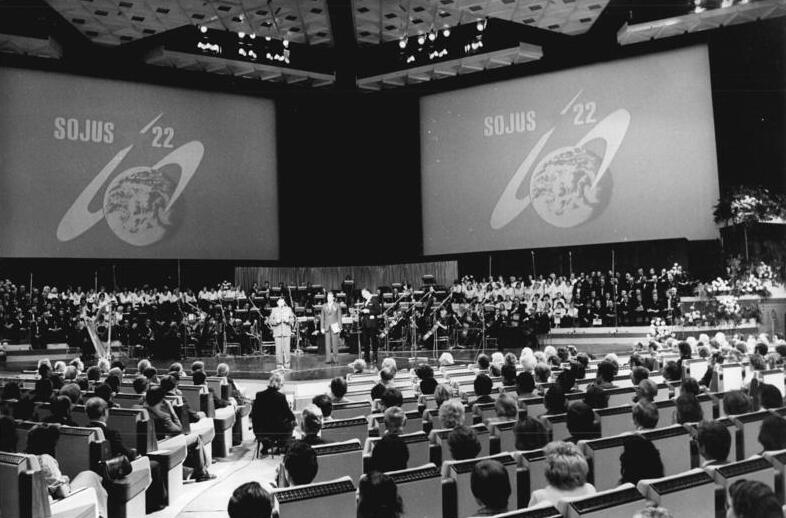
大ホールで行われたコンサート　1976年
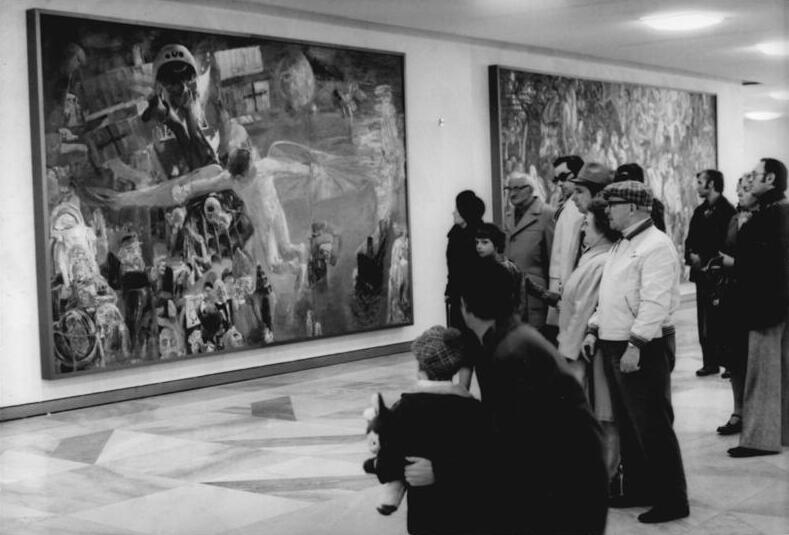
内部は東ドイツの芸術家たちの作品で飾られていた。
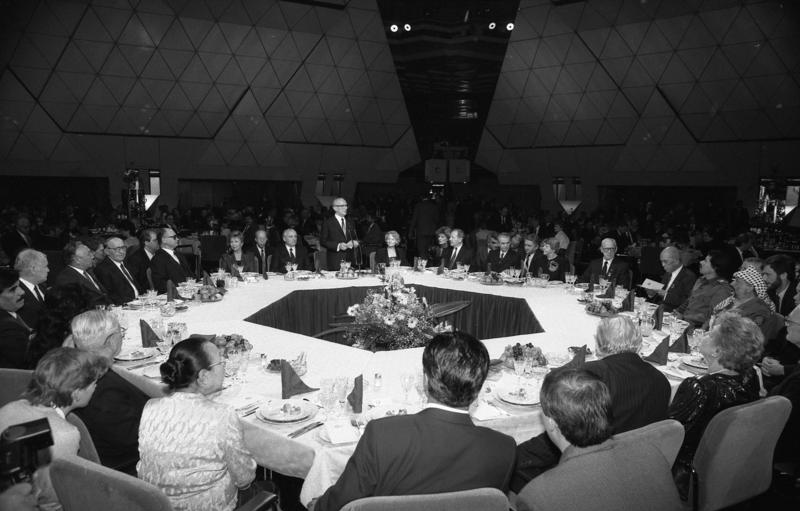
共和国宮殿で開催された建国40周年祝賀行事。立っている人物がホーネッカー国家評議会議長、社会主義統一党書記長。その左隣がミハイル・ゴルバチョフ　1989年10月

## アスベスト問題
ドイツ再統一（1990年10月）の直前、共和国宮殿の内部に大量のアスベストが使われていることが分かったため、人民議会の決定で1990年9月19日から宮殿は一般の立ち入りが禁止されることになった。2003年までにアスベストのすべて、および内装は除去されて取り壊しができる状態となった。
がらんどうの建物は2003年夏から一般に公開されたが、建築家や演劇人などからなる圧力団体「中間宮殿使用登録団体」が政府に対して取り壊しまでの間、文化イベントのために自由に使わせるよう運動を起こし、2004年春からは様々なプロジェクトや展覧会が開催され多数の観客を集めた。現代美術展、中国の兵馬俑展、建築と都市に関するシンポジウム、アインシュテュルツェンデ・ノイバウテンのライブなどがその一部である。

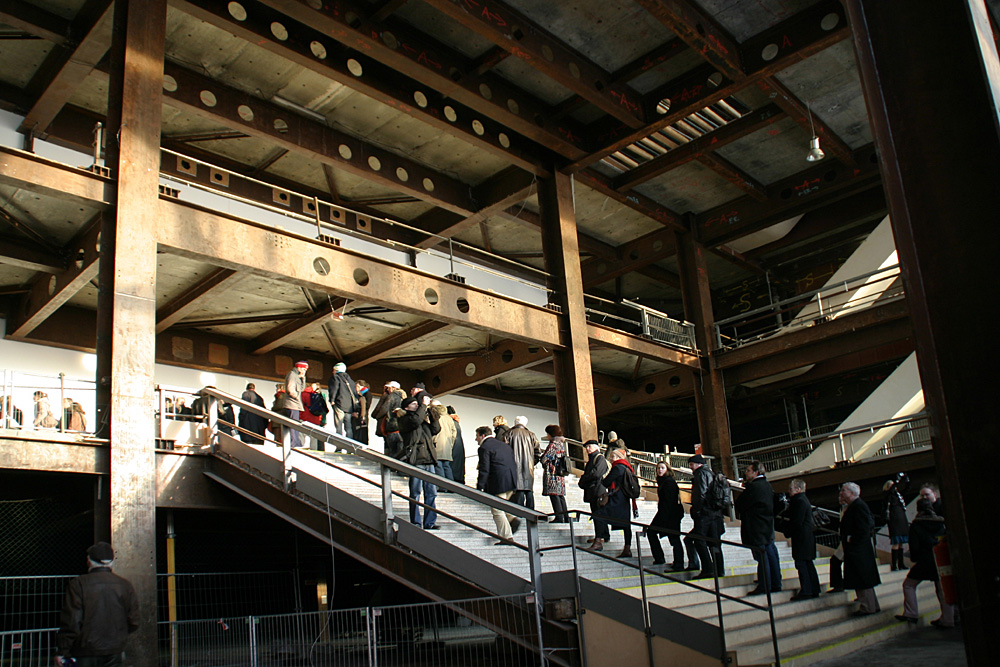
華やかだったロビーの内装もすべて撤去された。2005年
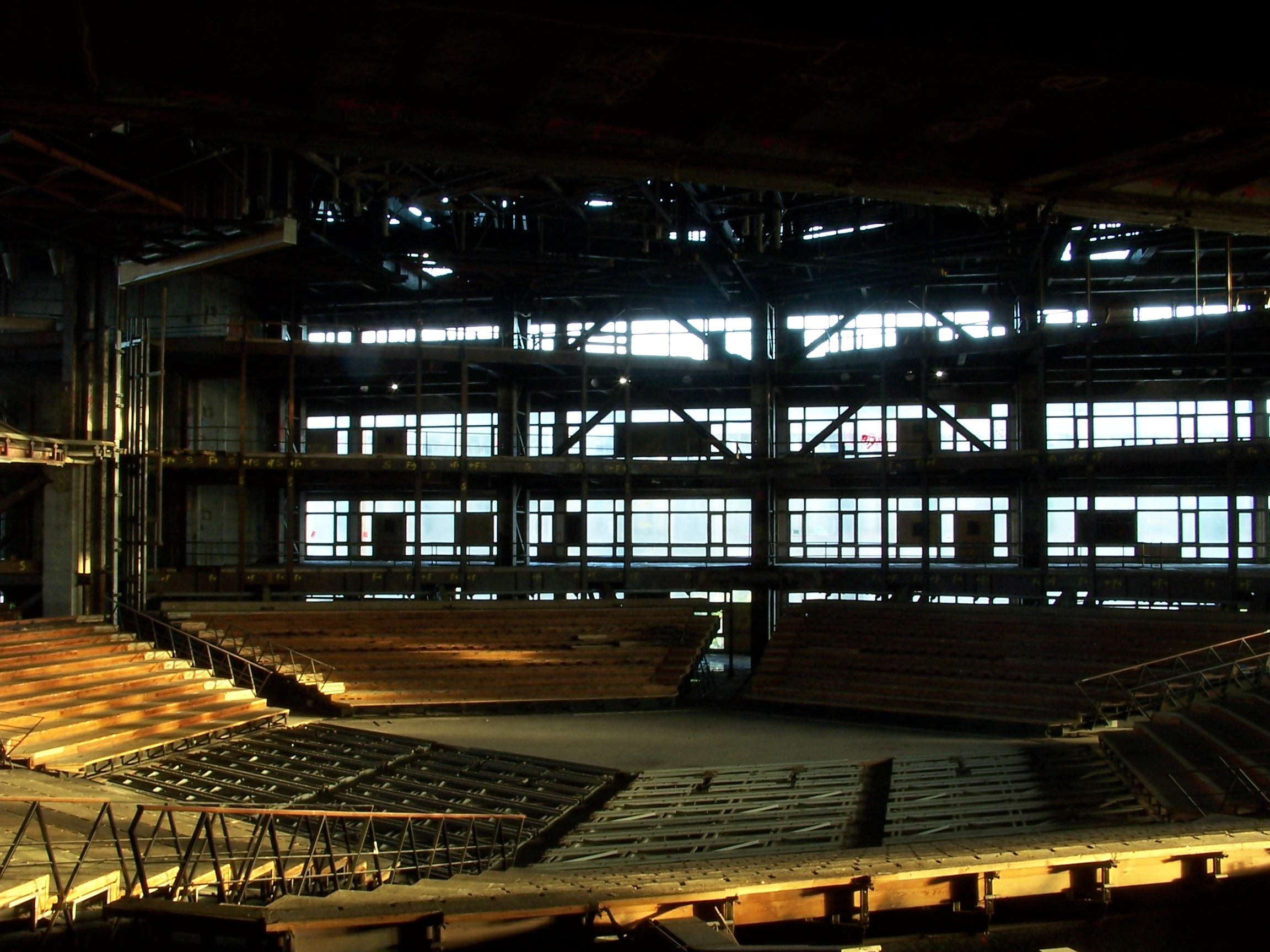
内装を取り払われた大ホール
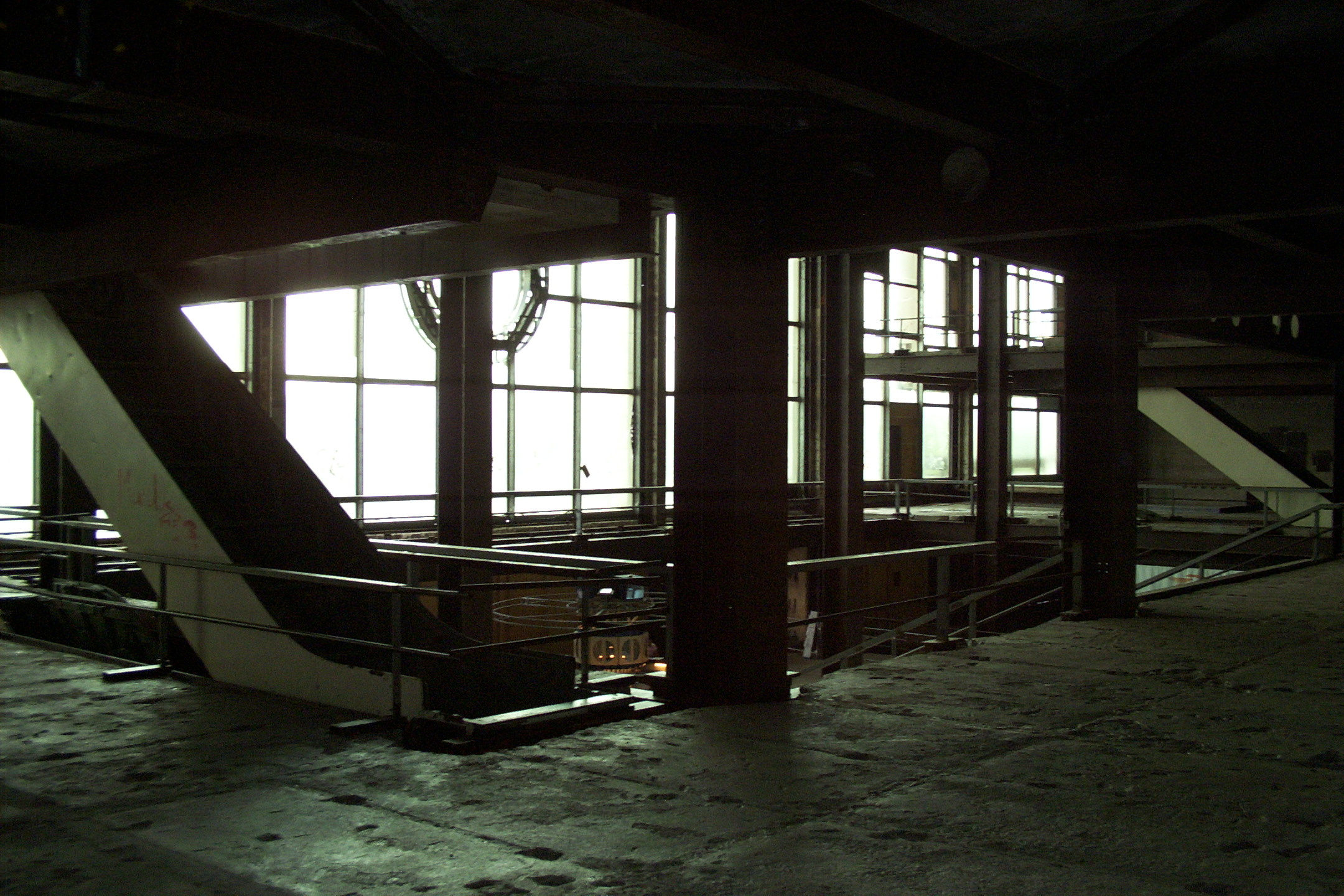
2003年、アスベストや内装が除去され一般に公開された建物内部
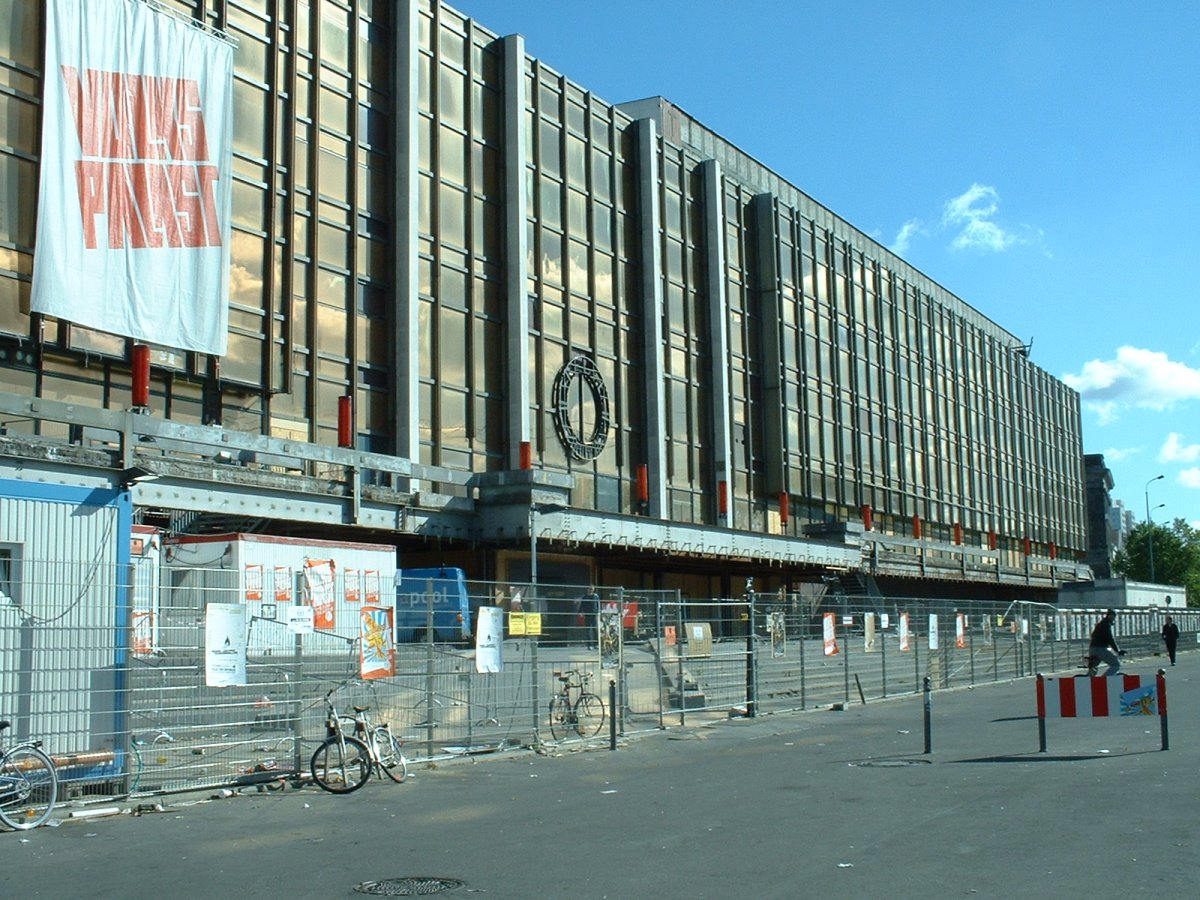
共和国宮殿（2004年）。臨時の文化イベント会場として使用されていた

## 解体とその後
共和国宮殿は東ドイツの負の歴史を物語ると共に、東ドイツ生活の記憶と結びついた象徴的な建物であるとして、取り壊しに反対するデモや集会もあった。しかし2003年11月、ドイツ連邦議会は、共和国宮殿の取り壊しと、ベルリン王宮の再建資金が集まるまでの間は跡地を駐車場にすることを議決した。解体は2006年2月6日から15カ月の予定で始まった。解体作業は周囲の歴史的建造物、例えばベルリン大聖堂などに衝撃を与えないよう慎重にゆっくりと進められ、解体費用は1,200万ユーロに達すると見積もられた。しかしさらにアスベストが発見されるなどして作業は遅れ、解体完了は2008年末にずれこんだ。解体後、共和国宮殿跡は地面が穴のように大きくむき出しになった状態で、敷地の一部にはカラフルなコンテナ型をした仮設美術館が建っていた。2020年には建設工事が完了し、ベルリン王宮の外観を再現した博物館「フンボルトフォーラム」がオープンした。

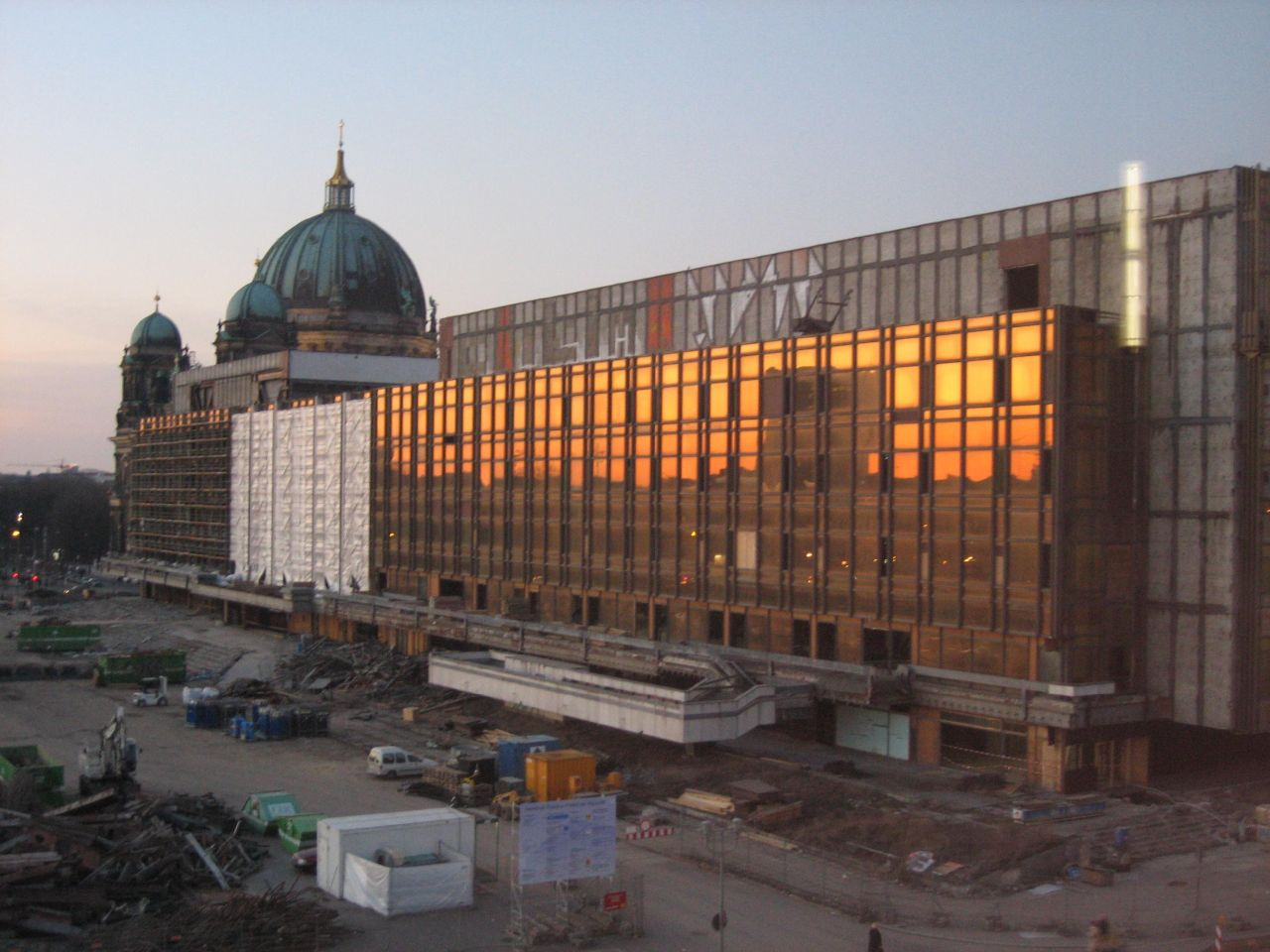
解体される共和国宮殿（2006年春）
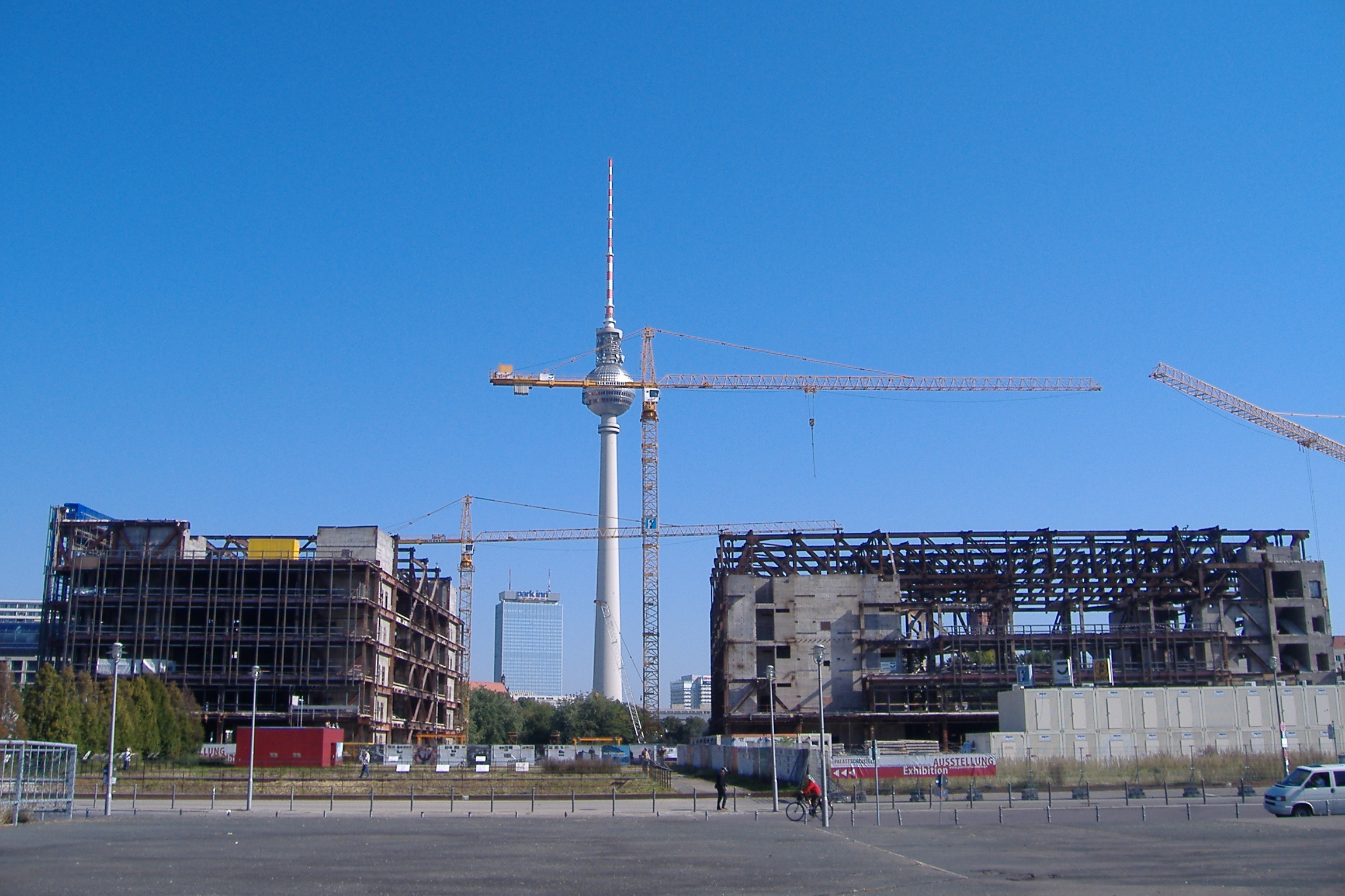
解体される共和国宮殿（2007年夏）
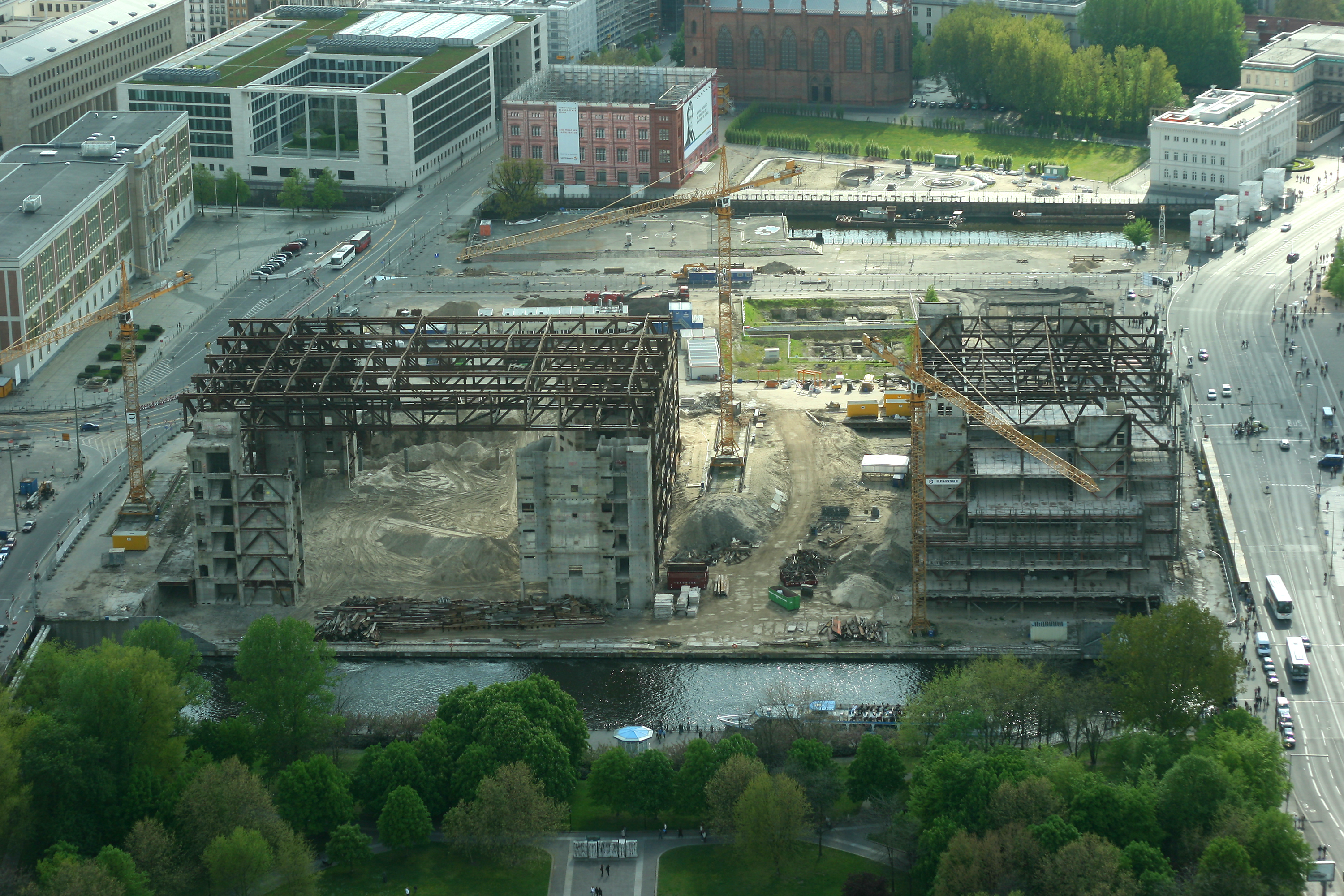
解体される共和国宮殿（2008年）
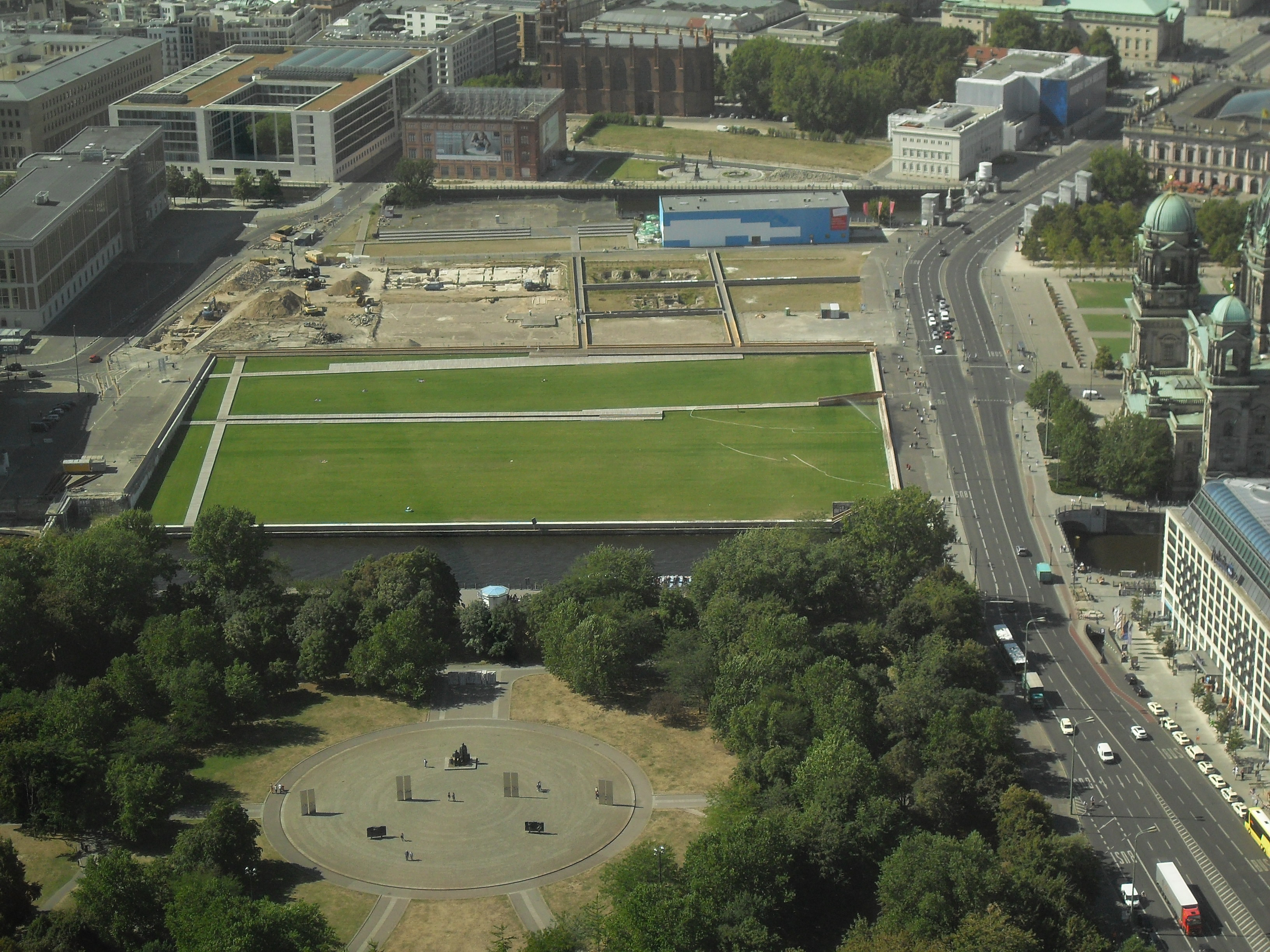
2009年9月の宮殿跡地。臨時のサッカー場となっている
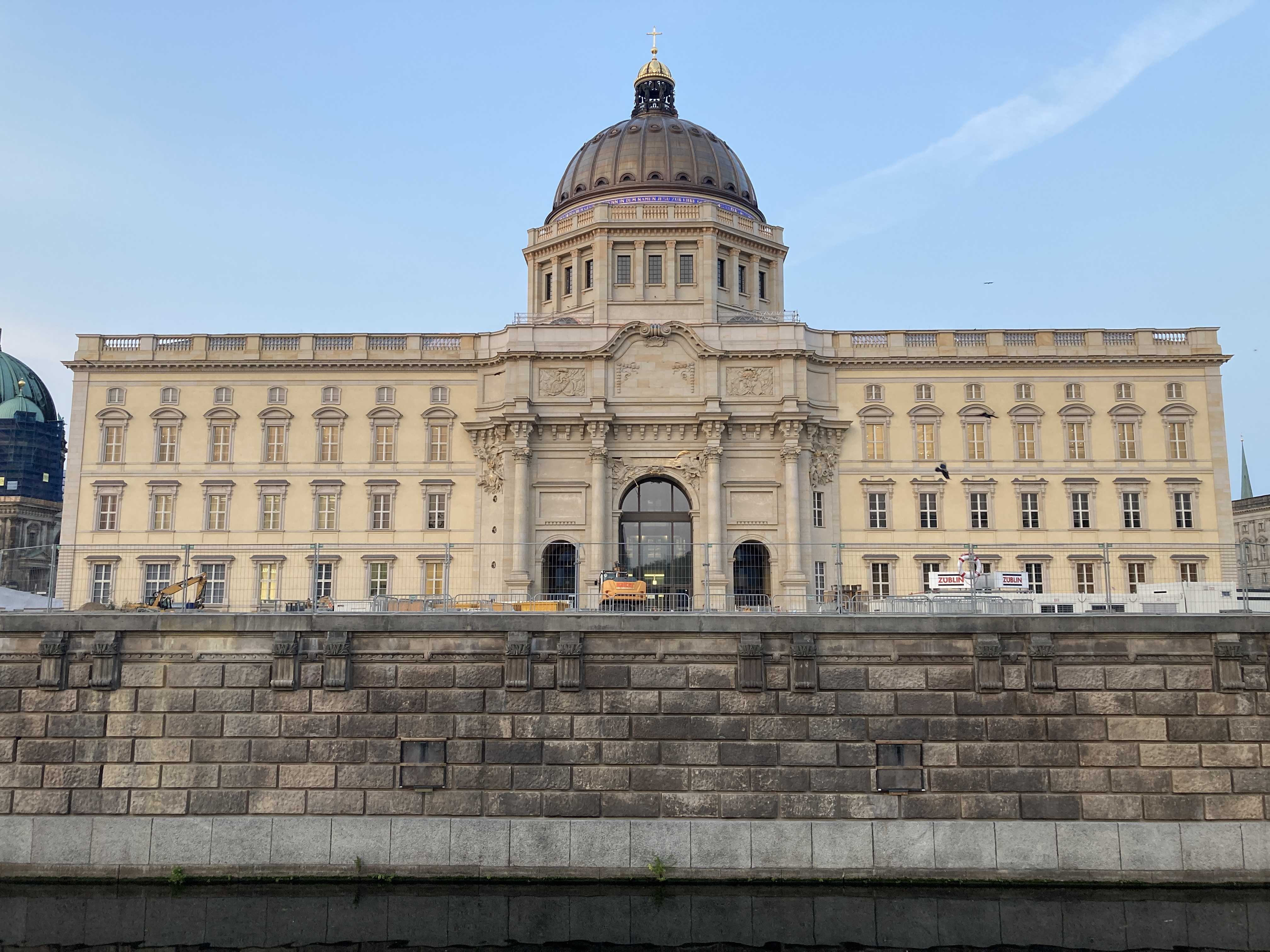
2020年に竣工したフンボルトフォーラム

### 日本語
- デザインアートの情報サイト [JDN] ジャパンデザインネット
  - ベルリン デザイン ビュー
    - 第四回 消えゆく旧東ドイツの象徴 - ウェイバックマシン（2016年3月5日アーカイブ分） - 旧共和国宮殿　Palast der Republik -(1)
    - 第四回 消えゆく旧東ドイツの象徴 - ウェイバックマシン（2016年3月5日アーカイブ分） - 旧共和国宮殿　Palast der Republik -(2)
- ベルリン中央駅
  - 久々の共和国宮殿
  - 2008年7月の共和国宮殿
  - 共和国宮殿解体ウォッチング
  - 最期の時を迎える共和国宮殿
  - 消え去る共和国宮殿
  - 東ドイツ(DDR)の墓場

### 英語
- Brokedown Palast - ウェイバックマシン（2007年8月28日アーカイブ分） - 共和国宮殿の解体に関するドキュメンタリーフィルム
- Documentary at Frontline/World
- A site about the Palace - ウェイバックマシン（2011年6月5日アーカイブ分） (in English)
- Article about the Palast der Republik - ウェイバックマシン（2016年3月7日アーカイブ分）
- Photoshoot on the destruction at Flickrr
- Volkspalast, Special Prize of the Jury of the European Prize for Urban Public Space 2006

### ドイツ語
- 王宮広場、ベルリンの歴史的中心（写真多数） - ウェイバックマシン（2009年2月18日アーカイブ分）
- Zwischenpalastnutzung (宮殿の臨時使用)
- Berlin webcam with view of the Palast der Republik - ウェイバックマシン（2013年5月7日アーカイブ分）
- About the Palace in Berlin (German with a lot of pictures)